# Leichtathletik-Länderkampf der Frauen 1931 Deutschland – England
| 1. Leichtathletik-Länderkampf mit deutscher Beteiligung 1931 | 1. Leichtathletik-Länderkampf mit deutscher Beteiligung 1931 |
| ------------------------------------------------------------ | ------------------------------------------------------------ |
|                                                              |                                                              |
| Ländervergleich der Frauen: Deutschland – England            |                                                              |
| Austragungsort                                               | Hannover                                                     |
| Wettbewerbe                                                  | 10                                                           |
| Datum                                                        | 23. August 1931                                              |
| 1. ENG 2. GER                                                | 53 Punkte 47 Punkte                                          |
| Chronik                                                      |                                                              |
| ← letzter LK 1930: 00GER-SUI (M)                             | SUI-GER (M) →                                                |

Das Leichtathletik-Länderkampfjahr 1931 startete mit dem dritten Aufeinandertreffen der deutschen Frauen mit den Sportlerinnen aus England. Es war der insgesamt 21. deutsche Länderkampf, der am 23. August in der deutschen Stadt Hannover ausgetragen wurde. Hannover war zum zweiten Mal Gastgeber eines solchen Ländervergleichs. Auch diesmal mussten sich Deutschlands Athletinnen geschlagen geben, die Engländerinnen siegten knapp mit 53 zu 47 Punkten. Es war die dritte Niederlage eines deutschen Frauenteams in der Leichtathletik und gleichzeitig auch die dritte deutsche Niederlage insgesamt.

## Modus
Wie in Länderkämpfen mit zwei Nationen üblich war jedes Land in den einzelnen Disziplinen mit zwei Teilnehmerinnen vertreten. In der einzigen Staffel trat aus jedem Land ein Team an. In den Einzelwettbewerben erhielt wie in den vorangegangenen Begegnungen jede Siegerin vier Punkte, die Zweitplatzierte drei und die Drittplatzierte zwei Punkte. Die Athletin auf dem vierten Rang kam mit einem Punkt in die Wertung. In der Staffel brachte Platz eins sieben und Platz zwei drei Punkte.

## Resultat
Die deutsche Niederlage resultierte aus der Überlegenheit der englischen Sportlerinnen in allen Laufwettbewerben. Abgesehen vom Rennen über 800 Meter, in dem Deutschlands Olympiasiegerin Lina Radke den zweiten Rang belegte, erzielten die Engländerinnen überall Doppelsiege. In den technischen Disziplinen hingegen waren die deutschen Leichtathletinnen deutlich stärker als ihre Gegnerinnen. Nur im Hochsprung lagen die englischen Frauen vorn, was schließlich den Ausschlag für ihren Länderkampfsieg mit 53 zu 47 Punkten gab.

## Frauenländerkämpfe
Es war der bis 1934 letzte Länderkampf für Frauen. In den Jahren 1933 und 1934 wurden für die Leichtathletinnen keine Ländervergleiche ausgetragen. Erst im Juli 1934 fand in Warschau gegen Polen wieder ein Frauenländerkampf statt.
Ungewöhnlich erscheint vielleicht, dass weiterhin auch eine Mittelstrecke Teil des Wettbewerbsprogramms blieb. Nach den Olympischen Spielen 1928 in Amsterdam, als die Frauen in der Leichtathletik erstmals teilnehmen durften und auch der 800-Meter-Lauf ausgetragen worden war, entschied ein Gremium, alle Läufe über Distanzen von mehr als zweihundert Metern aus dem Angebot für Frauen zu streichen. Im nächsten Frauenländerkampf drei Jahre später wurde dann keine Mittelstrecke mehr angeboten.

## Legende
Kurze Übersicht zur Bedeutung der Symbolik – so üblicherweise auch in sonstigen Veröffentlichungen verwendet:
| DNF   | nicht im Ziel (did not finish)">DNF |
| k. A. | keine Angabe                        |

## Resultate

### 100 m
| Platz | Athletin        | Land | Zeit (s) |
| ----- | --------------- | ---- | -------- |
| 1     | Ethel Johnson   | ENG  | 12,5     |
| 2     | Nellie Halstead | ENG  | 12,6     |
| 3     | Käthe Krauß     | GER  | 12,7     |
| 4     | Leni Thymm      | GER  | k. A.    |

### 200 m
| Platz | Athletin        | Land | Zeit (s) |
| ----- | --------------- | ---- | -------- |
| 1     | Nellie Halstead | ENG  | 25,2     |
| 2     | Ethel Johnson   | ENG  | 25,3     |
| 3     | Käthe Krauß     | GER  | 25,3     |
| 4     | Detta Lorenz    | GER  | 26,2     |

### 800 m
| Platz | Athletin        | Land | Zeit (min) |
| ----- | --------------- | ---- | ---------- |
| 1     | Gladys Lunn     | ENG  | 2:18,9     |
| 2     | Lina Radke      | GER  | 2:21,1     |
| 3     | Ruth Christmas  | ENG  | 2:22,5     |
| 4     | Ruth Wunderlich | GER  | 2:25,9     |

### 80 m Hürden
| Platz | Athletin    | Land | Zeit (s) |
| ----- | ----------- | ---- | -------- |
| 1     | Violet Webb | ENG  | 12,0     |
| 2     | Elsie Green | ENG  | 12,4     |
| 3     | Emmi Haux   | GER  | 13,2     |
| DNF   | Gerda Pirch | GER  |          |

### 4 × 100 m Staffel
| Platz | Besetzung       | Land                                          | Zeit (s) |
| ----- | --------------- | --------------------------------------------- | -------- |
| 1     | England         |                                               | 48,5     |
| 2     | Deutsches Reich | Leni Thymm Käthe Krauß Detta Lorenz Emmi Haux | 48,8     |

### Hochsprung
| Platz | Athletin       | Land | Höhe (m) |
| ----- | -------------- | ---- | -------- |
| 1     | Mary Seary     | ENG  | 1,52     |
| 2     | Marjorie Okell | ENG  | 1,50     |
| 2     | Erna Steinberg | GER  | 1,50     |
| 2     | Selma Grieme   | GER  | 1,50     |

### Weitsprung
| Platz | Athletin       | Land | Weite (m) |
| ----- | -------------- | ---- | --------- |
| 1     | Selma Grieme   | GER  | 5,91      |
| 2     | Muriel Cornell | ENG  | 5,77      |
| 3     | Erna Steinberg | GER  | 5,28      |
| 4     | Mary Seary     | ENG  | 5,23      |

### Kugelstoßen
| Platz | Athletin         | Land | Weite (m) |
| ----- | ---------------- | ---- | --------- |
| 1     | Grete Heublein   | GER  | 13,25     |
| 2     | Ellen Braumüller | GER  | 12,82     |
| 3     | Mary Weston      | ENG  | 09,79     |
| 4     | Irene Phillips   | ENG  | 09,02     |

### Diskuswurf
| Platz | Athletin        | Land | Weite (m) |
| ----- | --------------- | ---- | --------- |
| 1     | Grete Heublein  | GER  | 39,00     |
| 2     | Tilly Fleischer | GER  | 37,10     |
| 3     | Irene Phillips  | ENG  | 32,55     |
| 4     | Mary Weston     | ENG  | 31,18     |

### Speerwurf
| Platz | Athletin         | Land | Weite (m) |
| ----- | ---------------- | ---- | --------- |
| 1     | Ellen Braumüller | GER  | 40,23     |
| 2     | Tilly Fleischer  | GER  | 39,92     |
| 3     | Mary Weston      | ENG  | 30,00     |
| 4     | Irene Phillips   | ENG  | 29,25     |